# 桧林毛茛
桧林毛茛（学名：Ranunculus junipericola），又名“高山毛茛”，为毛茛科毛茛属下的一个种。

## 扩展阅读
維基物種上的相關：桧林毛茛